# Julia Lopes de Almeida
Júlia Lopes de Almeida, född 24 september 1862, död 30 maj 1934, var en brasiliansk feminist.  
Hon blev 1922 en av grundarna till Federação Brasileira pelo Progresso Feminino, en pionjärorganisation inom den brasilianska kvinnorörelsen, som blev känd för sin kampanj för kvinnlig rösträtt.